# Tuyên ngôn Hacker
Lời trần tình của một hacker (cũng được biết đến như là Tuyên ngôn Hacker) là một bài viết ngắn được viết ngày 8 tháng 1 năm 1986 của một Hacker có bí danh là The Mentor (tên thật là Loyd Blankenship). Bài viết được viết ít lâu sau khi anh bị bắt, và lần đầu tiên được công bố trên tờ báo mạng Phrack  vào Volume One, Issue 7, Phile 3 of 10. Bây giờ nó có thể được tìm thấy trên nhiều trang web, cũng như trên áo thun hay phim ảnh.
Bài viết được xem là một nền tảng của văn hóa hacker, và mở ra một góc sâu trong tâm lý hacker, thế giới quan của hacker và động cơ của họ. Tuyên ngôn nói rằng họ hack bởi vì nó là một cách để học hỏi, bởi những hacker thường thất vọng với những hạn chế của xã hội tiêu chuẩn. Nó cũng thể hiện quá trình ngộ đạo của hacker khi nhận ra tiềm năng của mình trong lĩnh vực tin học.
Bản tuyên ngôn trở thành một hướng dẫn cho các hacker trên toàn cầu, đặc biệt là những người mới bước vào lĩnh vực này. Nó đưa ra một nền tảng đạo đức, và khẳng định có một mục đích cao cả trong việc hack hơn là những ham muốn ích kỷ hay phá phách, đó là mang đến cho thế giới sự tự do trong thông tin.

## Trong văn hóa đại chúng
Năm 1995, bài viết được trích dẫn trong bộ phim Hackers. Trong phim, bài viết được đọc từ tờ báo 2600 chứ không phải Phrack.